# Tömörd
Tömörd è un comune dell'Ungheria di 281 abitanti (dati 2001). È situato nella contea di Vas.